# Ацидофілін

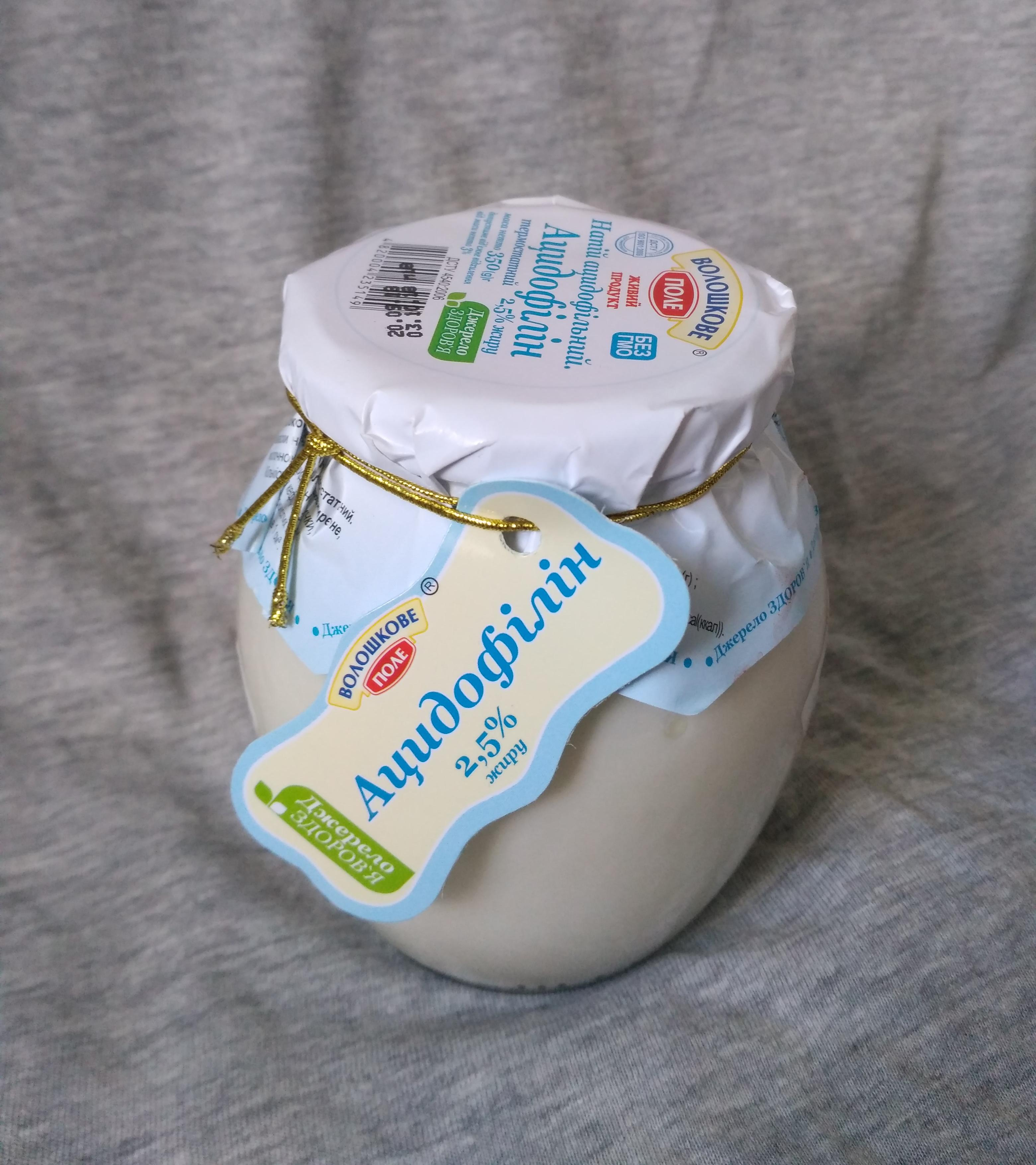
Склянка термостатичного ацидофіліну

Ацидофілін (лат. acidus — кислий та грец. φιλέω — люблю) — дієтичний кисломолочний продукт, що отримують шляхом збродження молока ацидофільною паличкою (Lactobacillus acidophilus).

## Технологія приготування
Ацидофілін може вироблятись з використанням тільки ацидофільної палички або з комбінованої закваски (крім ацидофільної палички додаються молочнокислий стрептокок (Streptococcus salivarius) та молочні дріжджі). До пастеризованого молока при 40 — 43 °С вносять 5% закваски ацидофільної палички або 0,5 % ацидофільної палички та 4,5 % інших мікроорганізмів. Молоко ферментується при 40 °С 3 — 4 години для чистої культури ацидофільної палички або при 33 — 35 °С 4 — 6 годин для суміші культур. Потім отримане ацидофільне молоко швидко охолоджують та витримують ще декілька годин. Готовий продукт має рівний та щільний згусток, сметаноподібну трохи тягучу консистенцію, без відділення сироватки, приємний кисломолочний смак та запах. В залежності від молока, з якого виготовляють ацидофілін, він може містить 0,05 % або 3,2 % жиру. Оскільки чистий ацидофілін має кислуватий смак, при виробництві його можуть підсоложувати.

## Хімічний склад
Калорійність — 54,7 ккал.
Органічні речовини: Білки — 2,9 г, жири — 3,2 г, вуглеводи — 3,8г, ненасичені жирні кислоти — 2,0 г, холестерин — 9,0 мг, моно- та дисахариди — 3,8 г, Органічні кислоти — 1,0 г.
Макро- та мікроелементи: залізо, калій, кальцій, магній, натрій, сірка, фосфор, хлор, йод, кобальт, марганець, мідь, молібден, селен, фтор, хром, цинк.
Вітаміни: В1, В2, В3, В12, РР, С, Н.

## Властивості
Ацидофілін краще за молоко засвоюється організмом. Ацидофільна паличка стійка до дії кислого вмісту шлунку, а також жовчі дванадцятипалої кишки, проходячи через тонку кишку, вона гарно приживається у товстій кишці, та виділяючи кислі продукти пригнічує розвиток патогенних бактерій. Також продукт підвищує активність лейкоцитів, нормалізує секреторну та моторну функції шлунково-кишкового тракту. Ацидофілін призначають як допоміжний засіб при проносах, гастритах, ентеритах, колітах, а також запорах, метеоризмі. Оскільки ацидофілін має низький рН, його не можна вживати людям, які хворі на гастрит з підвищеною кислотністю шлунку, виразкову хворобу, панкреатит.